# Odile Conseil
Odile Conseil est une journaliste française née le 1er octobre 1960.

## Biographie
Elle fait des études de journalisme à l'École supérieure de journalisme de Lille (57e promotion) pour trouver son premier emploi dans un journal sur l'informatique.
À la fin des années 1990, elle entre à l'hebdomadaire Courrier international, où elle dirige la revue de presse sur Internet et est rédactrice en chef du site internet depuis septembre 2011.
Elle anime aussi tous les premiers samedi du mois Les Crayons de Courrier International sur la chaîne de télévision Arte, reprenant des dessins sur l'actualité passée.
À partir de 2007, Odile Conseil était aussi souvent présente sur France Culture le dimanche dans l'émission Des Papous dans la tête aux côtés notamment de Gérard Mordillat, Hervé Le Tellier. En juillet 2019, un an après la fin des Papous, elle a animé une nouvelle émission très similaire, L'Épingle du jeu, qui n'a eu que 4 épisodes.
En avril 2012, elle a également participé au tournage du film Le Grand Retournement de Gérard Mordillat.
Elle a créé au Havre le festival Ciné Salé, Festival international du film de mer et de marins et en a été la déléguée générale de 2015 à 2017.